# Городское фэнтези

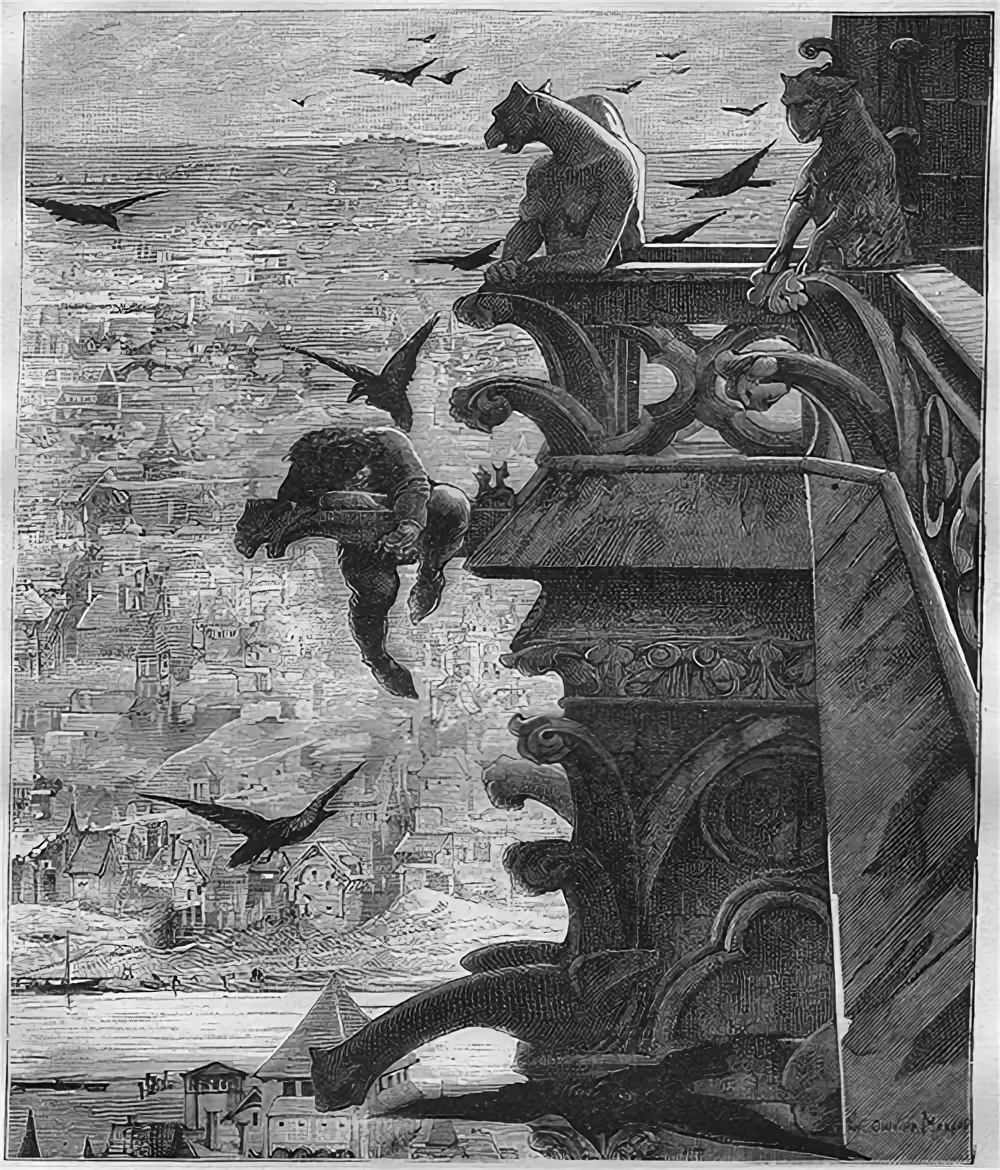
Рисунок Горбуна из Нотр-Дама, показывающий недавно отреставрированную галерею химер

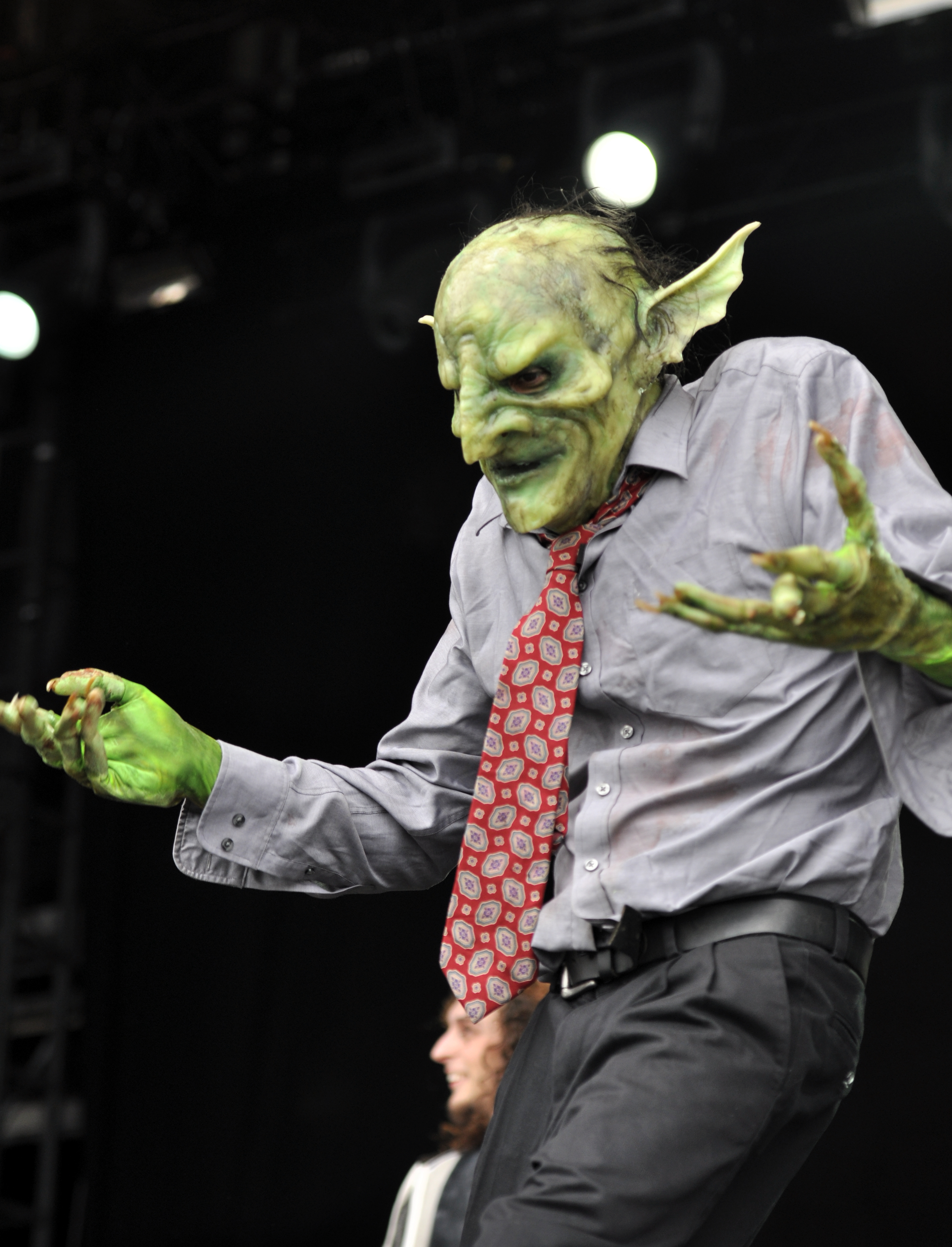
Участник фестиваля в образе гоблина, 2013 год

Городское фэнтези (англ. Urban fantasy) — направление фэнтези, основанное на использовании городской мифологии. События, как правило, протекают в настоящем мире в соединении с элементами фэнтези (прибытие инопланетян или неких мифологических тварей, сосуществование или противостояние человека и паранормальных существ, прочие изменения в городском пространстве). Термин близок к понятию «низкое фэнтези» (то есть фэнтези с «низким» количеством фантастических элементов в мире произведения), но не идентичен ему, так как сюжет низкого фэнтези не обязательно разворачивается в городе.
Согласно определению Encyclopedia of Fantasy, отличительной особенностью городского фэнтези является использование темы города как места действия, образа или среды произведения (например, серия книг Саймона Р. Грина «Хок и Фишер»), хотя это может быть как реально существующий город, так и фантастический город (например, «Крысы и гаргульи» Мэри Джэнт 1990 года). В городских фэнтези действие обычно происходит изнутри города, а окружающий мир может быть представлен нечётко; также наблюдается сочетание реальности и фантазии в виде сказок о городе.
Существует более узкое определение городского фэнтези, введённое издателями в XXI веке: альтернативная история современного мира с сосуществованием людей и сверхъестественных существа (вампиров, оборотней, эльфов и фей) через приключения, интриги, мелодрамы и любовные истории (данное определение уже ближе к термину «паранормальный роман»).

## Особенности
Городское фэнтези соединяет в себе черты таких жанров, как фэнтези, мистика и реализм, и имеет связи с самыми разнообразными литературными направлениями — от романтической прозы до бытописания, от детектива до романа ужасов, от мистики до социально-философского исследования. Иногда под городским фэнтези понимают фэнтези, действие которого происходит в современном антураже. Городское фэнтези, за счёт его антуража, сложнее отличить от научной фантастики, но элементы, подчёркивающие жанр последней, представлены как элементы вероятного будущего и связаны в основном с научным развитием, а не с мифологией.
В обзоре жанра в журнале «Мир фантастики» выделяются 3 отличительные особенности городского фэнтези:
- Обстановка: действие происходит в городе.
- Содержание: произведение имеет мистический элемент, основанный на городской мифологии.
- Описание: очень тщательно прописываются детали и реалии города для достижения правдоподобия.

Доктор филологических наук Елена Сафрон называет в качестве истоков городского фэнтези жанр городской легенды и выделяет группу мотивов, которые авторы городского фэнтези заимствуют у этого фольклорного жанра. К ним относятся:
1. Проклятые и/или населённые потусторонними силами дома (дома с привидениями).
2. Дом колдуна или колдуньи.
3. Проклятое место.
4. Проклятые и/или удивительные вещи.
5. Мотив тайного здания и его частный случай — мотив тайного памятника.

Как отмечает Е. В. Смирнова, эти мотивы могли бы принадлежать любому фольклорному жанру, но в рамках городской легенды их объединяет непременное наличие экспрессивности: услышанное удивляет и пугает слушателя.
Е. Сафрон также указывает, что жанр городского фэнтези является продолжателем традиций романтической литературы. В поэтике русского городского фэнтези прослеживается влияние немецкого романтизма — таких его черт, как философские поиски, видение мира через призму магического, вера в особую силу воображения, ирония, слияние бытового и фантастического. Городское фэнтези наследует основные образы, темы, мотивы, символы, преобладавшие в немецком романтизме: мотив двойника, образ куклы, художника и проч. Авторы городского фэнтези не только воспроизводят образ романтического художника-творца, но выводят в своём творчестве персонажа-демиурга. Городское фэнтези углубляет и трансформирует романтическое «ночное начало»: образы мертвецов и вампиров оказываются сюжетообразующими персонажами самостоятельных циклов произведений.
Подобно романтикам, авторы городского фэнтези используют такой приём, как гротеск. Городское фэнтези изображает гротескный мир, где в реалиях обыденной современности живут оборотни, маги, ожившие мертвецы — фольклорно-мифологические персонажи, представляющие собой плод дорационального мышления и несущие на себе отпечаток антиномии сакрального и профанного: они гротескны, поскольку их власть над силами природы противоречит их предельно бытовому, глубоко филистерскому поведению.
Эстетическая реальность антиномии бытового и фантастического лежит в основе принципа двоемирия, в значительной мере осованного на карнавальном начале. Карнавализация свойственна как романтизму, так и произведениям городского фэнтези. Карнавал ироничен по своей природе, в нём проявляется несерьёзное, игровое отношение к действительности, соответствующее принципу «романтической иронии». В городском фэнтези карнавализация проявляется:
- на уровне персонажей, чьи сущность, внешность и поведение соответствуют понятию трикстеров;
- на уровне хронотопа (так, в романе В. В. Орлова «Альтист Данилов» в помещении ЖЭКа на Аргуновской улице по ночам происходят собрания домовых, а в романе Е. Ю. Лукина «Алая аура протопарторга» два посёлка российской глубинки становятся суверенными государствами, и их военный конфликт, в котором задействованы силы магии и НАТО, по сути получает статус мировой войны).

### Примеры образов городов
В городских фэнтези существует множество образов городов: от Готэма Бэтмена (с прообразом в Нью-Йорке) до новозеландского города в «Навигаторе: средневековая одиссея» 1988 года, Ланкмар Фрица Лейбера, Анк-Морпорк Терри Пратчетта, городские сцены в «Дневном…» и «Ночном Дозоре». Зеркальные города в романе Джина Вульфа «Есть двери» 1988 года не имеют чёткой локализации ни в нашем, ни в потустороннем мире, однако Encyclopedia of Fantasy называет их одним из самых глубоко урбанистических примеров городского фэнтези.
Из реально существующих городов чаще всего использовались Лондон (от Роберта Луи Стивенсона до Г. К. Честертона, романы в стиле стимпанка и газового света — Dan Leno and the Limehouse Golem Питера Акройда, «Мир на крышах» Кристофера Фаулера 1988 года и произведение Майкла де Ларрабейти «The Borrible Trilogy» — особенно удачное воплощение сюжета о живущих за деревянными панелями и невидимых для людей существ, «Матушка Лондон» Майкла Муркока), Париж (со времен произведений Оноре де Бальзака и романа Гастона Леру «Призрак оперы»), Чикаго («Фантастический Чикаго» Мартина Гринберга 1991 года), Ливерпуль (в работах Рэмси Кэмпбелла), Лос-Анджелес, Миннеаполис, Нью-Йорк (роман «Зимняя сказка» Марка Хелприна 1983 года, роман Томаса Пинчона «Newer York: Stories of Science Fiction and Fantasy About the World’s Greatest City», который называют парадигмальной городской фабулой, произведения Лоуренса Уотт-Эванса), Прага (повлиявшая на Франца Кафку и описанная в романе Густава Майринка «Голем» 1915 года), Сан-Франциско, Сиэтл (роман Робин Хобб «Волшебник голубей» 1986 года), Торонто (произведения Чарльза де Линта), Венеция (рассказ Дафны Дю Морье с фильмом «А теперь не смотри» 1973 года) и Вена (произведения Джонатана Кэрролла).
По мнению Джона Клюта, растёт ощущение, что писатели могут представлять жителей больших городов в роли своего рода охотников-собирателей, когда города после краха существующей системы превращаются в «новые джунгли». Эта черта была заложена во многие романы в жанре киберпанка.

## Разновидности
Арсений Крымов и Алексей Михайлов в обзоре в журнале «Мир фантастики» выделяют следующие разновидности городского фэнтези:
- Самая ранняя разновидность восходит к готическому роману Англии XVIII века, когда чудовищ из средневековых легенд переселяли на улицы современных городов в настоящее время без изменений. Примеры — пробуждение мумии, демона или вампира после многовекового сна в фильме Стивена Соммерса «Мумия», анимэ Кадзуо Тэрада, Сабуро Хасимото и Такамицу Кавамура «Гаргульи» и роман Лазаря Лагина «Старик Хоттабыч». Некоторые представители зла пытаются вести себя по-прежнему, а некоторые пытаются освоиться в современном мире.
- Сверхъестественные существа изначально живут в городах, однако об этом никому не известно. Данное направление характеризуется соединением свойств прошлого с антуражем настоящего (вампир с пистолетом в «Hellsing» или гаргулья с банкой пива) и имеет множество примеров: «Тайный город» Вадима Панова, роман Чарльза Де Линта «Spirits in the wires». В некоторых случаях зло не имеет или почти не имеет врагов, поэтому безнаказанно хозяйничает в городах: «Вампирские хроники» Энн Райс, фильм Стивена Норрингтона «Блэйд», роман Дэна Симмонса «Утеха падали» и «Мифос» Говарда Лавкрафта. Авторы отдельно выделяют трилогию Ильи Масодова «Мрак твоих глаз». В некоторых случаях добро и зло борется в современных городах на равных: серия книг Сергея Лукьяненко «Ночной/Дневной/Сумеречный дозор», аниме студии CLAMP «X/1999».
- Фэнтези, основанное на использовании современных легенд. Книга Эдуарда Успенского «Красная рука, чёрная простыня, зелёные пальцы» основана на использовании детского фольклора про железную шею, чёрный автобус и синий ноготь. Существуют и произведения на основе взрослой мифологии: сериал «Байки из склепа» или фильм «Кошачий глаз». В некоторых произведениях чудеса заключаются в самом образе города: романы Харуки Мураками или фильм Ричарда Келли «Донни Дарко». Некоторые произведения данного жанра являются яркими представителями хоррора, к которым восходит такая классика, как сериал Уэса Кравена «Кошмар на улице Вязов». Появился целый жанр темы проклятых детей, которые должны умереть («Звонок», «Спираль», «Проклятие», «Темные воды»). Ещё одним направлением являются легенды о спецслужбах: в России — «подвалы Лубянки», а в США — «Зона-51» с скрывающим правду о зелёных человечках ФБР (на данной идее основан сюжет часть сериала «Секретные материалы»)[6].

В некоторых произведениях образ здания становится неотличим от образа города в силу того, что само здание — символ города. Источником вдохновения для данного направления городских фэнтези послужил роман «Собор Парижской Богоматери» Виктора Гюго. Примером является произведение Эжена Сю «Парижские тайны», где главный герой имеет свойства сверхчеловека, а также популяризируется сюжет «тайна», с которым уже экспериментировал Чарльз Диккенс в «Оливере Твисте» и в совершенстве использовал Александр Дюма в «Графе Монте-Кристо». Заслуга Диккенса и Сю состоит в том, что они изобразили городское общество как отдельный микрокосмос, который в значительной степени отделен и отчуждён от большого мира (что было продолжено авторами городских фэнтези в XX веке).
В XX веке действие «исторического фэнтези», «современного фэнтези» и «фэнтези о восстановлении» часто происходило в городах. Данные направления фэнтези имеют общие черты: обыденный и потусторонний мир часто смешиваются (иногда через порталы в городах); они склонны соединять не только пересекающиеся миры, но и народы и времена; конфликты в городах решают судьбу всего мира; подобно большинству других произведений фэнтези стремятся к победе добра над злом.

## История
По мнению Encyclopedia of Fantasy, до XVIII века невозможно найти предшественников городского фэнтези, за исключением, возможно, «Сатирикона» Петрония Арбитра, «Города Солнца» Томазо Кампанеллы (который мог дать идею последующим писателям) и собрания сказок «Тысяча и одна ночь» с использованием Багдада и Каира как фона произведения. Жанр городского фэнтези начал свое существование с введения понятия здания как самостоятельной литературной категории в «Замке Отранто» Горация Уолпола в 1756 году. По мнению Фредерика С. Франка в статье «Первая готика» самые ранние формы городских фэнтези имели следующие особенности: подавление замкнутыми пространствами, подземное преследование, вторжение паранормальных сил, смертельная опасность, отказ от рационализма, возможность победы зла, паранормальные, демонические приспособления и механизмы, а также напряженное развитие сюжета. Важное значение для развития городского фэнтези сыграли две серии рисунков Джованни Баттиста Пиранези, где лабиринты и пропасти образуют пантеоны тёмной архитектуры с бесчисленными трупами. В первой серии изображены фантастические, призрачные и бесконечно сложные тюрьмы. Во второй изображён древний и современный Рим с привидениями. Данные рисунки оказали большое влияние на формирование темы городского кошмара в литературе начала XIX века, они упоминаются даже в современных произведениях (ссылки на рисунки Пиранези встречаются в романе «Частота Медузы» Рассела Хобана 1987 года для описания граничащего с подземным миром города Сохо и «Золотое» Люциуса Шепарда 1994 года в образе замка Банат).
Первопроходцем городских фэнтези в России иногда называют Н. В. Гоголя, «Петербургские повести» которого заложили канон и эстетику русской городской сказки. К первым образцам городского фэнтези также относят повести А. Погорельского «Лафертовская маковница», В. Ф. Одоевского «Косморама», О. М. Сомова «Киевские ведьмы», рассказ А. Грина «Крысолов». Воплощением лучших традиций русской городской мистики является роман М. Булгакова «Мастер и Маргарита». Ранними примерами городского фэнтези также являются «Альтист Данилов» (1980) Владимира Орлова, «Врата Анубиса» Тима Пауэрса, серия  книг «Пограничье» Терри Уиндлинг, «Война дубов» (1987) Эммы Булл.
К представителям жанра причисляются Чайна Мьевиль, Нил Гейман, Кэтлин Кирнан. К примерам литературных произведений также относят «Сумерки», серию книг о «Гарри Поттере». Элементы городского фэнтези в сочетании с элементами романа воспитания содержатся в романе М. и С. Дяченко «Vita Nostra». Современными образцами городского фэнтези также являются романы М. и С. Дяченко «Ведьмин век», «Пещера», «Долина Совести», дилогия Г. Л. Олди и А. Валентинова «Нам здесь жить», дилогия А. Сашневой «Наркоза не будет» и «Тайные знаки», цикл рассказов Д. Трускиновской из жизни домовых и её же романы «Аметистовый блин», «Нереал», «Дайте место гневу Божию», цикл рассказов Е. Лукина о колдуне Глебе Портнягине, цикл романов В. Панова «Тайный город», цикл романов «Дозоры» С. Лукьяненко, «Черновик» С. Лукьяненко, серия повестей «Лабиринты Ехо» Макса Фрая, цикл А. Пехова, Н. Турчаниновой, Е. Бычковой «Киндрэт. Кровные братья».
Жанр получил развитие в детской литературе в 1990—2000-х годах.
В телеиндустрии примером служит сериал «Баффи — истребительница вампиров» (1997—2003).